# Независимая республика Гвиана
Независимая республика Гвиана (фр. République de la Guyane indépendante), неформально Республика Кунани по названию её столицы (порт. República de Cunani) — общеe название двух последовательно существовавших самопровозглашённых государств, существовавших на крайнем севере современной республики Бразилия (штат Амапа) на территории, которая оспаривалась Францией (Французская Гвиана) и Бразилией в конце XIX века. Провозглашалась дважды и оба раза была ликвидирована.

## Первая республика1886—1887 годы
Воспользовавшись пограничным хаосом, который воцарился в этом регионе в конце XIX века, французский журналист и географ Жюль Гро (1809—1891) провозгласил спорную территорию площадью около 350 тыс. км² свободной республикой. Её столицей стал посёлок Кунани в устье одноимённой реки с населением около 300 человек, в основном авантюристов и беглых рабов. Подавлена французскими войсками, которые вскоре оставили эту местность.

## Вторая республика1887—1891 годы
В конце того же года на помощь Жюлю Гро пришёл Адольф Брезе, французский эмигрант. Вместе они создали новый флаг. На этот раз республика была ликвидирована бразильскими войсками.

## Свободное государство Кунани (1904—1912)

Флаг Кунани, 1904—1912 гг.

Через несколько лет, в 1904 году, Брезе самопровозгласил себя «Президентом Свободного государства Кунани».
Это «особое» государство имело конституцию и флаг, а также выпускало марки. Оно так никогда и не было признано ни Францией, ни Бразилией, но бурские республики установили дипломатические отношения с Брезе, который ранее воевал за них во время англо-бурских войн.

## Современность
В современной Гвиане тему республики Кунани иногда поднимают в дискуссиях о возможном получении независимости от Франции. Тем не менее, из-за тесных экономических и культурных связей с метрополией эти идеи в настоящее время не пользуются популярностью.